# Virgínia Cardona Tapia
Virgínia Cardona Tapia (Barcelona, 4 de gener de 1967) és una jugadora de voleibol catalana, ja retirada.
Col·locadora, va començar a jugar al Col·legi Santa Isabel de Barcelona. La temporada 1986-87 va fitxar pel RCD Espanyol-Cornellà, amb el qual guanyà dos Lligues espanyoles (1987-88 i 1990-91) i dos Copes de la Reina (1990 i 1992). Posteriorment, jugà al Club Voleibol Alcorcón, amb el qual aconseguí una Lliga i dues Copes de la Reina (1993 i 1994) i Club Voleibol Benidorm. Internacional amb la selecció espanyola de voleibol, competí als Jocs Olímpics de Barcelona 1992 on fou la capitana de l'equip. Després de la seva retirada, practicà el volei platja.

## Palmarès
- 3 Lligues espanyoles de voleibol femenina: 1987-88, 1990-91 i 1993-94
- 4 Copes espanyoles de voleibol femenina: 1990, 1992, 1993 i 1994
- 1 Supercopa espanyola de voleibol femenina: 1990-91